# .rs
.rsはセルビアの国別コードトップレベルドメイン (ccTLD)。
2007年よりユーゴスラビアのドメイン (.yu) からこちらに移行した。
Rustのプログラムファイルの拡張子が.rsなのもあり一部Rust関連で使われている。
また、此のことはRNIDSも認知しており、歓迎するとしている。